# Naturpark Schwäbisch-Fränkischer Wald

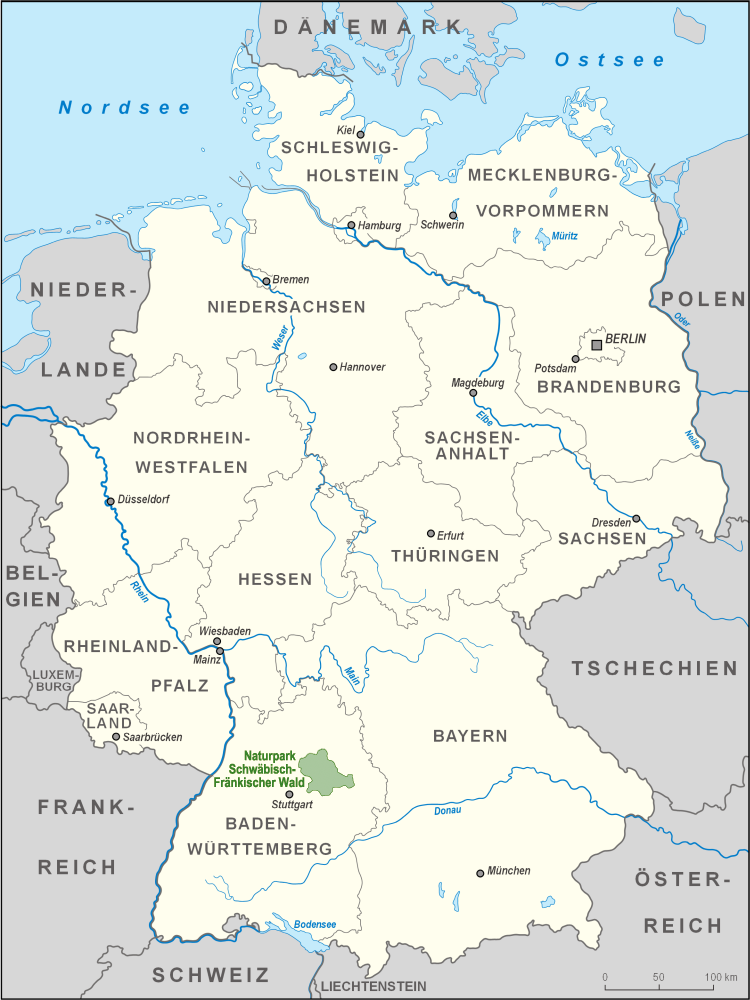
Lage des Naturparks Schwäbisch-Fränkischer Wald

Der im Jahr 1979 gegründete Naturpark Schwäbisch-Fränkischer Wald im nordöstlichen Baden-Württemberg umfasst große Teile der einander benachbarten Naturräume Schwäbisch-Fränkische Waldberge sowie Schurwald und Welzheimer Wald. Außerdem hat er an seinen Grenzen Anteil an den Naturräumen Hohenloher und Haller Ebene, Östliches Albvorland und Neckarbecken. Die Ausdehnung des Naturparks wird annähernd durch die Städte Backnang, Beilstein, Weinsberg, Öhringen, Schwäbisch Hall, Gaildorf, Lorch und Schorndorf beschrieben.
Der Naturpark umfasst Teile der Landkreise Rems-Murr-Kreis (Anteil an der Gesamtfläche des Naturparks: 47 %), Schwäbisch Hall (22 %), Heilbronn (11 %), Hohenlohekreis (10 %), Ostalbkreis (9 %) und Ludwigsburg (1 %).
Dem ebenfalls 1979 gegründeten Naturparkverein Schwäbisch-Fränkischer Wald gehören neben den sechs Landkreisen 48 Städte und Gemeinden sowie Verbände aus Land- und Forstwirtschaft sowie Naturschutz an. Von 1979 bis 2006 wurden mehr als 15 Mio. Euro in Erholungseinrichtungen, Landschaftspflege, Umweltbildung, Öffentlichkeitsarbeit und in die Erhaltung des Kulturerbes investiert. In dem am 22. Juni 2004 eröffneten Naturpark-Zentrum in der Stadt Murrhardt befinden sich die Geschäftsstelle und eine Dauerausstellung.
Der Naturpark hat eine Gesamtfläche von etwa 1270 km² und liegt in hauptsächlich bergiger Landschaft auf einer Höhe von 200 m im Sulmtal bis 587 m im Mainhardter Wald (Hohe Brach). Das Klima reicht von mildem Weinbauklima (Jahresdurchschnittstemperatur 9 °C und 800 mm Niederschlag) im Sulmtal bis zu kühlfeuchtem Reizklima auf den Höhenlagen (7,5 °C bei 1100 mm). 53 % seiner Fläche bedeckt Wald.
Der Naturpark besteht aus fünf Teilregionen: dem Murrhardter und dem Mainhardter Wald sowie den Waldenburger und den Löwensteiner Bergen im Naturraum Schwäbisch-Fränkische Waldberge sowie dem Welzheimer Wald, der dem Naturraum Schurwald und Welzheimer Wald zugerechnet wird. An seinem östlichen Rand wird zudem die Frickenhofer Höhe berührt, die Teil des Naturraums Östliches Albvorland ist.
Im Naturpark entspringen die Murr, ihr Nebenfluss „Spiegelberger“ Lauter, die Sulm, die Ohrn, die Lein und einige Zuflüsse der Rems wie etwa die Wieslauf. Der Ebnisee an deren Oberlauf wurde als Stausee für die Flößerei angelegt. Er ist heute, wie viele andere Seen des Naturparks, als Badesee zugelassen. Der Hörschbach, ein südlicher Zufluss der Murr, stürzt an zwei Stellen seines Laufes über Wasserfälle herab.
Das UNESCO-Welterbe Obergermanisch-Raetischer Limes, eine im 2. Jahrhundert gegen die Kelten und Germanen angelegte Grenzbefestigung des Römischen Weltreiches, durchzieht den Naturpark fast schnurgerade in Nord-Süd-Richtung von Öhringen bis Lorch. In diesen zwei Orten sowie in Mainhardt, Murrhardt sowie Welzheim legten die Römer Kastelle an. Spuren der Grenzanlage sind heute noch vielerorts zu sehen, besondere Erwähnung verdienen (von Nord nach Süd) ein nahezu einen Kilometer langer sichtbarer Limes-Abschnitt mit sechseckigem Wachtturmfundament bei Pfedelbach-Gleichen, je ein weiterer längerer Limes-Abschnitt zwischen dem Tal der Rot und Großerlach-Grab sowie östlich des Ebnisees (beide mit Wachtturmfundament), dazu noch bei Welzheim die konservierten Reste des Kleinkastells Rötelsee und des Welzheimer Ostkastells. Bei Mainhardt-Gailsbach, Großerlach-Grab und Lorch wurden Wachtturm-Rekonstruktionen angelegt, wovon allerdings nur der Turm bei Grab als steinerner Turm dem historischen Vorbild nahekommt. Grabungsfunde werden in größerer Zahl in Öhringen (Weygang-Museum), Mainhardt (Römermuseum), Murrhardt (Carl-Schweizer-Museum) und Welzheim (Heimatmuseum) ausgestellt.
Die Geschichte der Glasherstellung vom 15. bis 19. Jahrhundert wird im Glasmuseum Spiegelberg dargestellt.
Im Besucherbergwerk Wetzsteinstollen bei Spiegelberg-Jux wurden bis 1920 Wetzsteine unter Tage abgebaut.
Dem Besucher des Naturparks stehen etliche Wanderlehrpfade zu Flora, Fauna, Geologie, Weinbau und Geschichte zur Auswahl, darunter etwa der Limes-Wanderweg (HW 6) des Schwäbischen Albvereins zwischen Lorch und Öhringen sowie der Mühlenwanderweg bei Welzheim und Kaisersbach. Seit dem Jahr 2007 finden über das Jahr verteilt in verschiedenen Orten des Naturparks Naturparkmärkte statt, bei denen regionale Produkte aus dem Schwäbisch-Fränkischen Wald verkauft werden; ein Rahmenprogramm stellt verschiedene Aspekte des Naturparks vor.

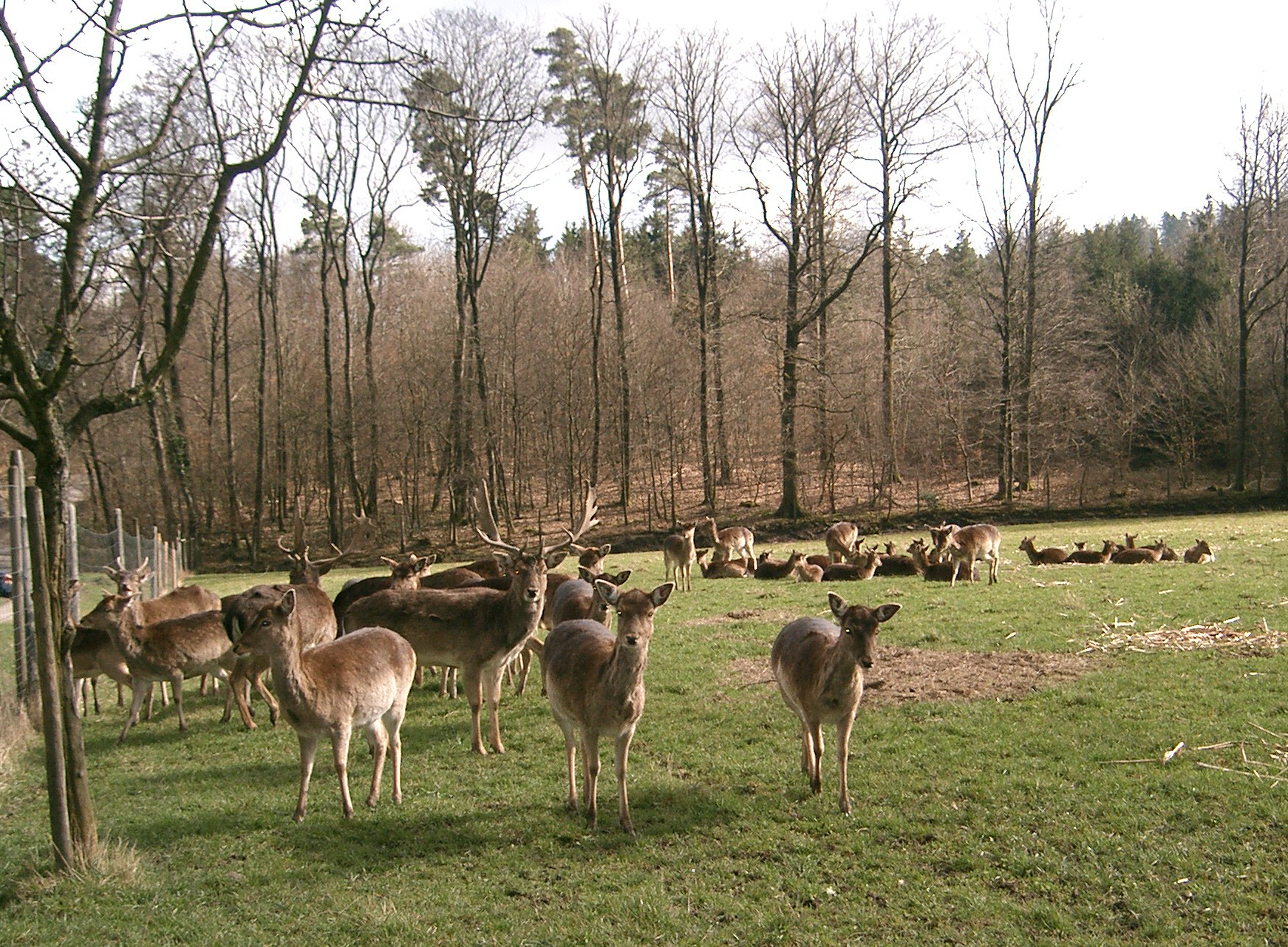
Damwildgehege in Pfedelbach-Gleichen
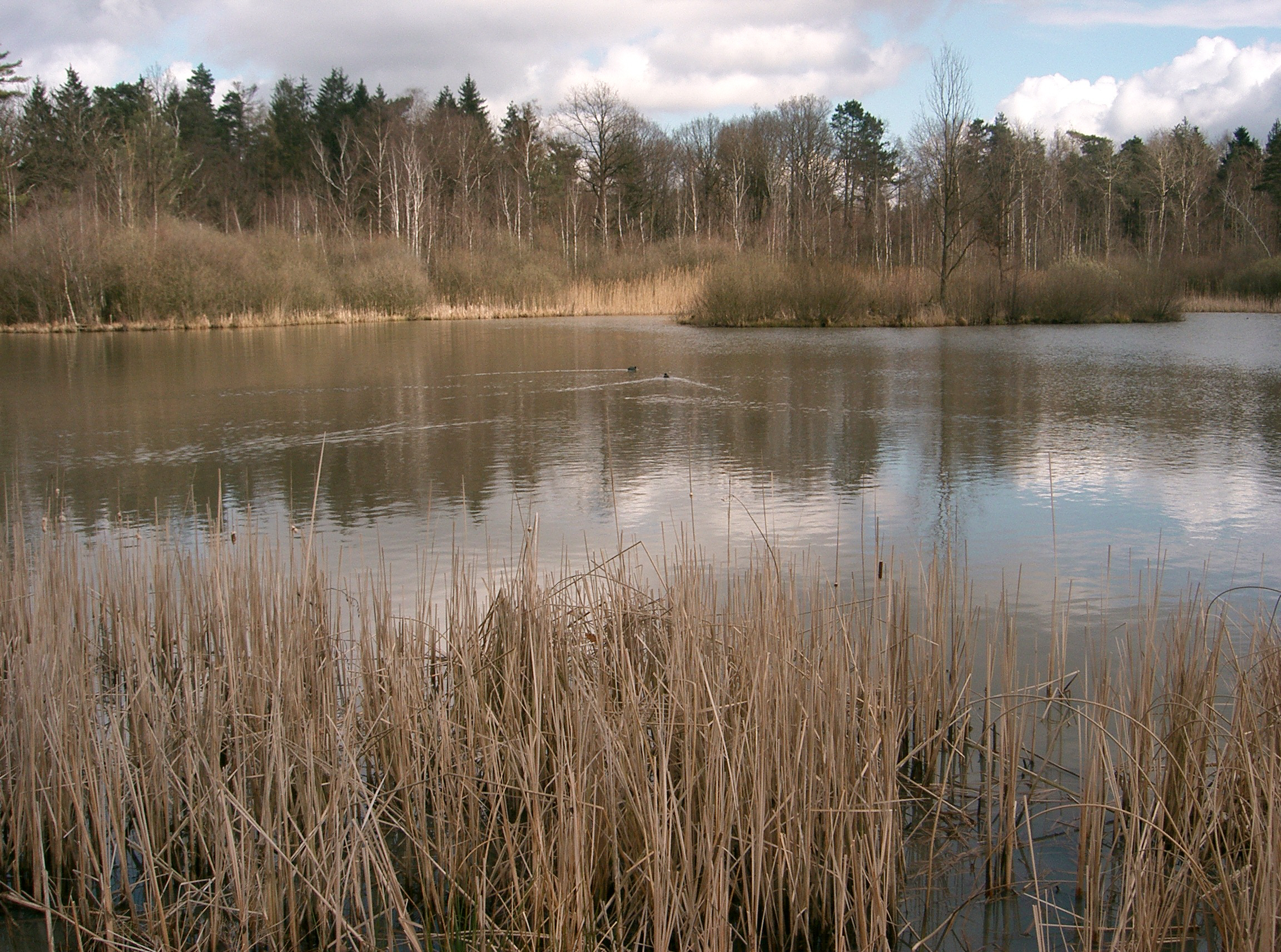
Der neue Gleichener See im Mainhardter Wald
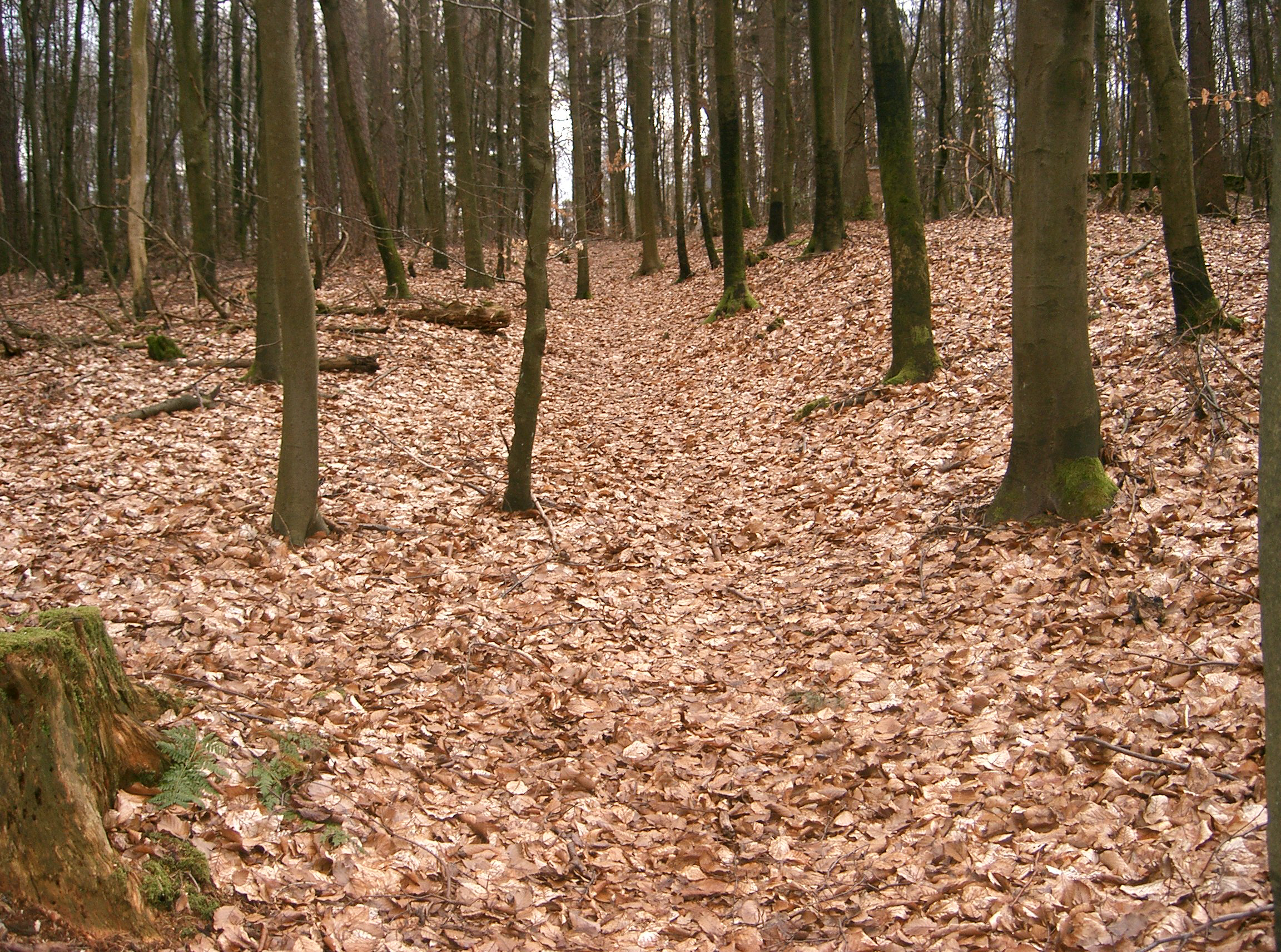
Im Gelände erkennbare Trasse des Limes in Pfedelbach-Gleichen
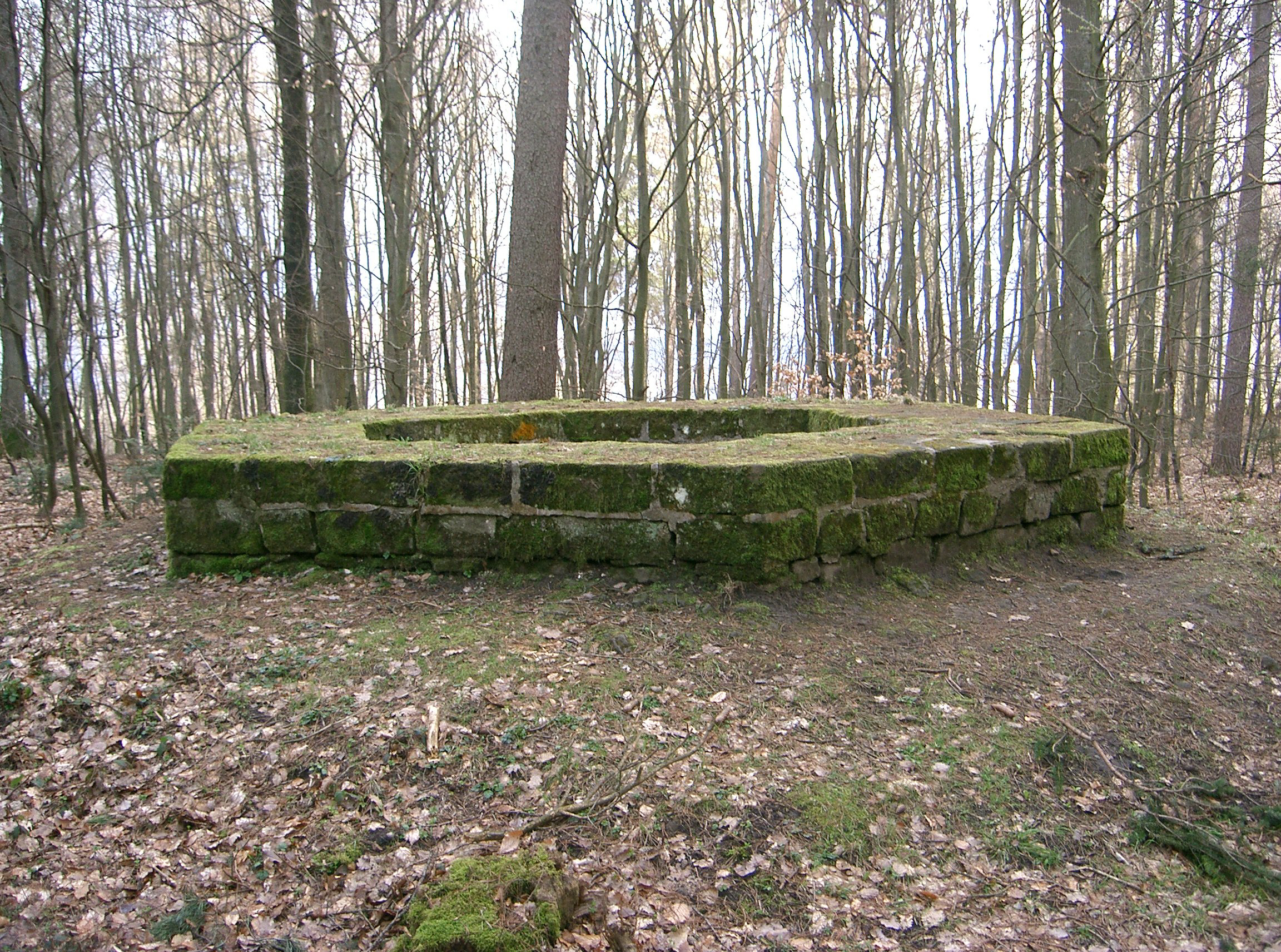
Fundament des Sechseckturms (WP 51) in Gleichen